# Кієн Фук
Кієн Фук (в'єт. Kiến Phúc; 12 лютого 1868 — 31 липня 1884) — 7-й імператор династії Нгуєн в державі Дайнам, який володірював з 2 грудня 1883 року до 31 липня 1884 року. Храмове ім'я Нгуєн Зян Тонг.

## Життєпис
Онук імператора Тхієу Чі. Другий син Нгуєн Фук Хонг Кая, куокконга (на кшталт герцога) Кієн, від наложниці Буї Тхі Тхань. Народився 1868 року в Хюе, отримавши ім'я Фук Инг Данг. У віці 2 років всиновлений імператором Ти Диком, змінивши ім'я на Фуок Хао. У 1876 році помер його рідний батько.
У 1883 році перед смертю Ти Дик планував оголосити Фуок Хао спадкоємцем трону, як найбільш здібного зі своїх названих синів. Втім зрештою регентська рада поставила на трон Зук Дика. Фуок Хао посів трон лише після повалення у листопаді 1883 року чергового імператора Хієп Хоа. Прийняв девіз Кієн Фук.
Фактична влада опинилася у регентській раді, яка не наважилася виступити проти французької ескадри Амедея Курбе, не зважаючи на тривалий спротив в Тонкіні партизан Чорних прапорів та підтримки імперії Цін. Війська останньої 1884 року долучилися до «Чорних прапорів». Зрештою це призвело до франко-китайської війни, в якій битви відбувалися також на півночі Дайнаму, але імператорська в'єтнамська армія не брала в них участі. Водночас 1884 року Кієн Фук підписав новий договір з Францією, який підтвердив загалом умови договору 1883 року про французький протекторат над Дайнамом. При цьому створювалася генеральна резидентура Франції в Хюе, яка контролювала імператорський уряд. Також резиденція створювалася для контролю за управлінням Тонкіну.
Водночас імператорський двір вступив у протистояння з чиновниками-шифу, які були невдоволені поступками Франції. Водночас свою політику вів двір Верховної імператриці Ти Зу, що виступав за передачу Тонкіна у власність Франції на кшталт Кохінхіни при умові збереження Аннаму (центральної частини держави) за династією Нгуєн. У свою чергу французькі представники вимагали від Кієн Фука надання французькому урядові права на обов'язкове схвалення кожного претендента на трон Дайнаму. За цих умов у листопаді 1884 року імператора Кієн Фука було повалено одним з членів регентської ради Тон Тхан Тхюєтом. Новим імператором став брат попередника Хам Нгі.